# Folk
Folk (de l'anglès folk, poble) és un estil de música que parteix de la música popular i tradicional per arranjar-la. Aquests arranjaments poden partir originàriament de temes musicals populars o només prendre'n l'estil i formar temes propis dels autors. La força de la música folk és l'arrelament tradicional que el lliga amb la societat popular, que es tracta d'una música que parteix de les melodies del poble.
D'origen americà, el terme  folk fa referència a la música popular tradicional. A mitjans del Segle XX, considerada un subgènere del soul, la música folk tradicional va evolucionar cap a una forma més popular. Aquest procés va assolir el seu punt àlgid de popularitat a la dècada del 1960. Aquesta nova forma de música s'anomena música folk contemporània o música folk revival en anglès. Aquest tipus de folk també inclou gèneres de fusió com el folk rock, el folk elèctric i altres.
Sovint s'associa la música folk amb instruments tradicionals, com és el banjo o el violí als Estats Units, el violí i el Tin whistle a Irlanda, la gaita a Escòcia, la gralla i la dolçaina a Catalunya, la Trikitixa al País Basc, etc. Als Estats Units el moviment folk (la folk-song) tingué durant els anys '60 un fort ressò internacional, principalment amb Bob Dylan i Pete Seeger. A Irlanda també hi hagué durant aquella època un moviment semblant amb la música de taverna d'arrel tradicional, de mans de grups com The Dubliners.

## Característiques

### Amèrica del Nord
La música folk de l'altra banda de l'Atlàntic es toca estrictament amb instruments acústics, que es consideren instruments populars perquè originalment van ser fabricats per gent corrent i també perquè és possible portar-los com ho feien els pioners. Es dóna un exemple d'instruments utilitzats en la música folk americana: una guitarra, un banjo, una mandolina i una harmònica, però també el bouzouki. Avui, Taylor Swift també s'ha convertit en una ambaixadora de la música folk, sobretot amb el seu àlbum Folklore.

### Europa

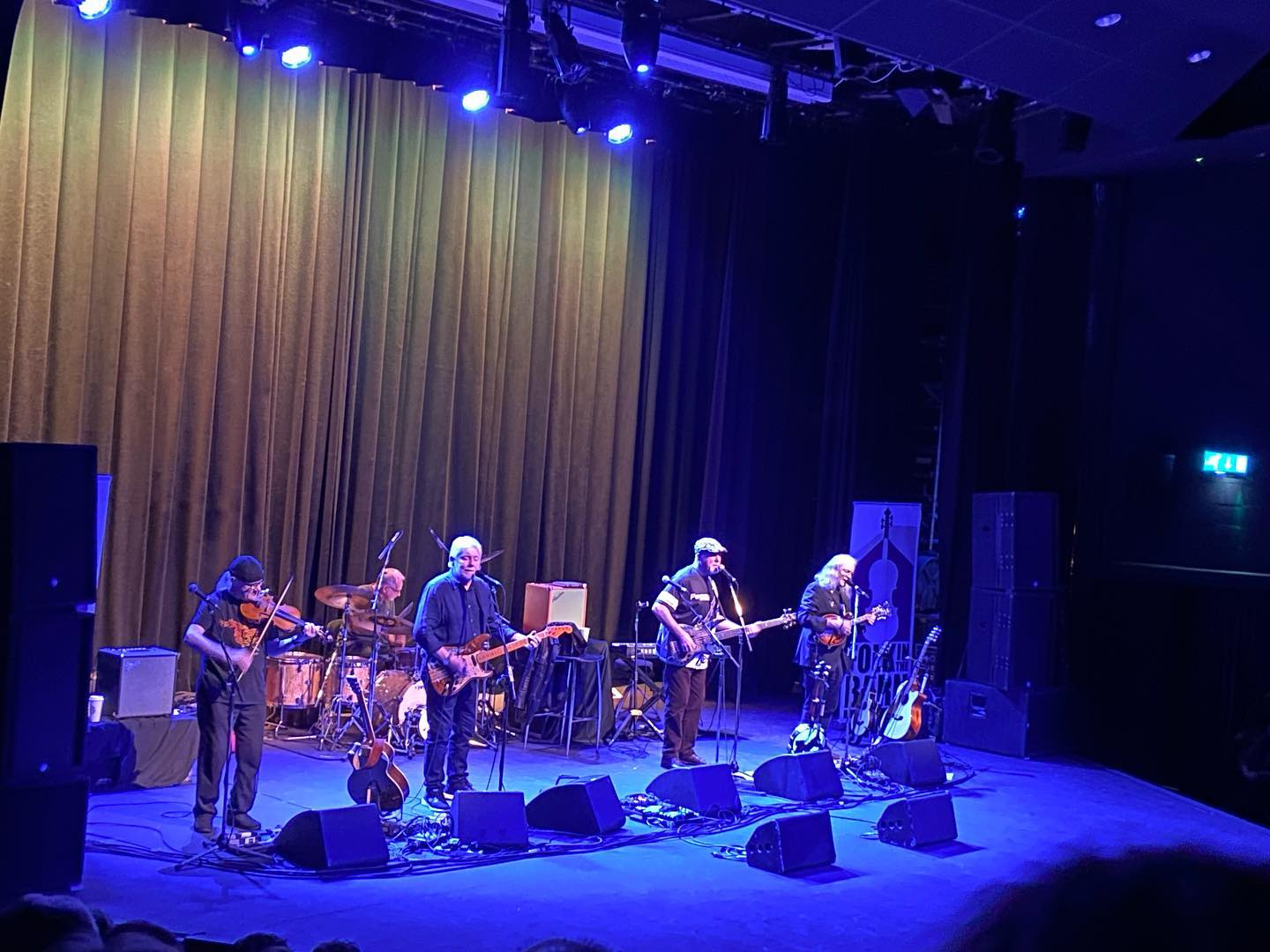
Convenció de Fairport, 2023.

A Europa, la música folklòrica continental (és a dir, recollida dels ancians) segueix el mateix plantejament, però els instruments són diferents. Violí, Whistle, Cornamusa i viola de roda. Més tard, l'acordió  va substituir les gaites.
També s'hi afegeixen altres instruments populars com el piano, la flauta dolça i el violoncel.

## Història
Des de la dècada del 1990, el renaixement musical als països en desenvolupament, juntament amb l'augment dels intercanvis culturals i l'entusiasme del públic per la música indígena autèntica, a la recerca de les seves arrels, ha pres el nom de música del món. Però els inicis d'aquest moviment es poden veure a les dècades del 1950 i del 1960 en els intercanvis culturals entre Europa, Amèrica del Nord, Central i del Sud, i Àfrica.
Això ho demostra, per exemple, l'arribada d'instruments indígenes andins com la quena i el charango a París a la dècada del 1950, amb la creació de grups com Los Incas el 1956, i Achalay el 1958, que van popularitzar i posteriorment van donar fama mundial al famós tema peruà El cóndor pasa amb el duet folk estatunidenc Simon and Garfunkel. Això també es demostra el 1961 amb la gira europea i l'estada de tres anys a París de Violeta Parra, cantant, compositora, etnomusicòloga i artista xilena, amb els seus fills, també músics i cantants: Isabel i Àngel Parra . En aquella època encara era la companya de l'antropòleg i músic suís Gilbert Favre, qui el 1966 seria un dels fundadors del famós grup Los Jairas, líder del moviment neofolklore Bolivià. Aquesta impregnació de la música andina, tant tradicional com renovada per moviments com el folklore altoandí o el folklore neobolivià, o la Nueva canción chilena, es va confirmar a la dècada del 1970 quan artistes xilens que s'havien refugiat després del cop d'estat del general Pinochet van arribar a França i Europa, com els grups Quilapayún i Inti-Illimani.

## Amèrica del Nord

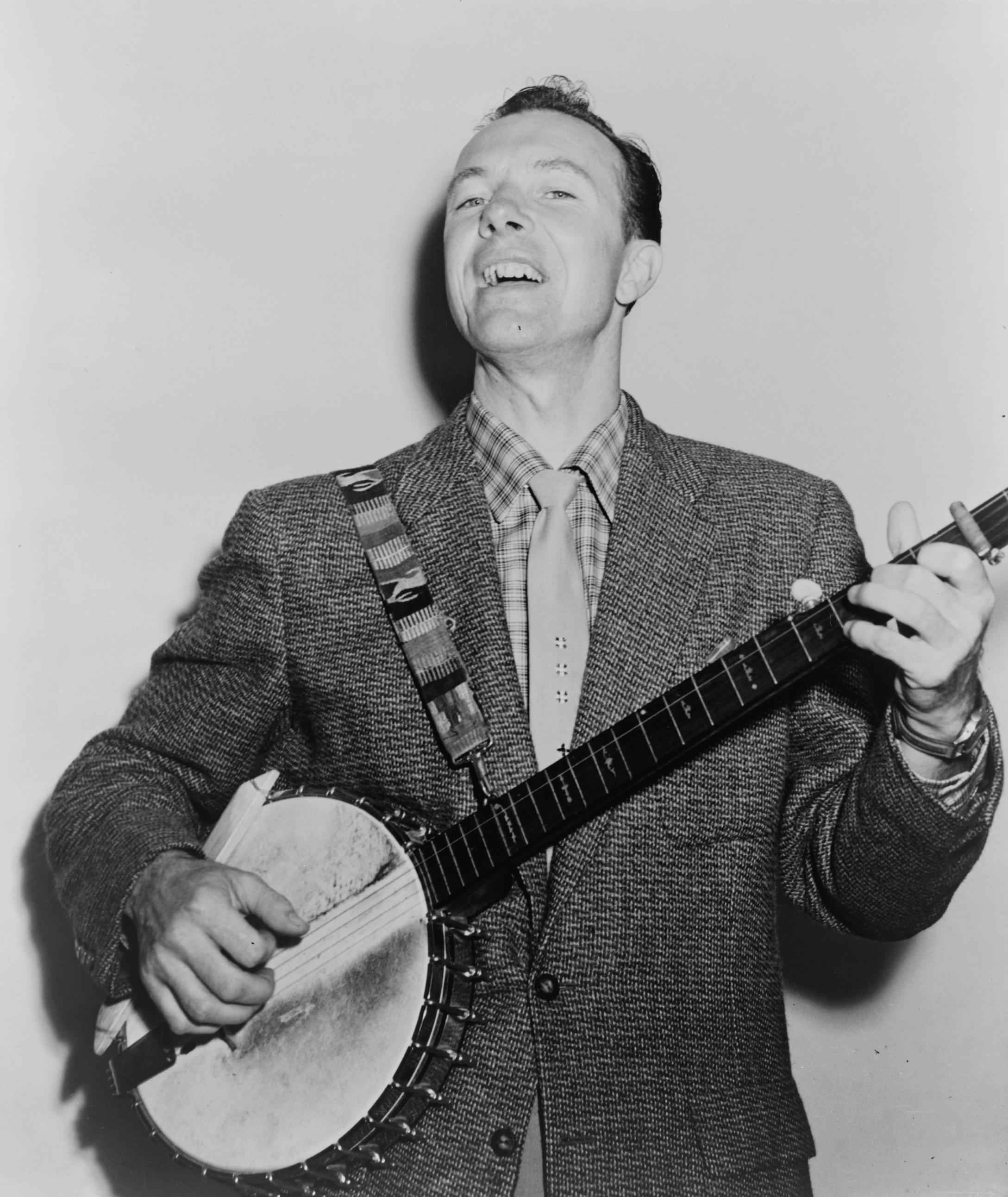
Pete Seeger és un músic folk estatunidenc (1955).

Allà música folklòrica inicialment es referia a la música popular tradicional dels països de parla anglesa. La paraula anglesa folk, recuperada pels romàntics, es refereix a la gent comuna. Té el mateix origen que l'alemany Gent que té el significat més ampli de nació. Per tant, és possible traduir-ho com a popular. No obstant això, des de mitjans del Segle XX, les característiques de la música popular han canviat: ara parlem de música pop, reservant-nos el terme folk a la música popular de tradició oral.
Als Estats Units, els músics folklòrics són els guardians d'una tradició musical, lírica i històrica, d'una Amèrica de pioners, constructors i viatgers. Entre ells: Woodie Guthrie (que va escriure, amb This Land Is Your Land (1941), un dels grans himnes de la generació pacifista), Doc Watson (fins i tot si la seva música es considera més aviat bluegrass com l'herba verda fosca de Kentucky ), i molts altres. El moviment renaixement folklòric, sovint una cançó de protesta, és l'expressió d'un moviment militant pels drets humans, la pau i la justícia social. Durant el seu renaixement a la dècada del 1960, la cançó popular esdevé una expressió musical més variada, influenciada per l'esperit rebel del rock 'n' roll, però encara inspirada per la protesta, i es desenvolupa mantenint els mateixos instruments acústics i els mateixos textos poètics més a prop de la realitat. Entre els grans noms d'aquesta època hi ha Joan Baez, Bob Dylan, Leonard Cohen, Phil Ochs i Pete Seeger. Les cançons tradicionals sovint descriuen paisatges, carreteres, la duresa de la vida com un treballador itinerant a qui se l'anomenava (de vegades pejorativament) vagabund, amb, de vegades, admiració per les obres que els homes van construir amb les seves mans (la presa Hoover, les línies de ferrocarril, entre d'altres). La generació de músics folklòrics de la segona meitat del Segle XX estarà molt inspirat pels beatniks i certs escriptors com Jack Kerouac i la seva llegendària novel·la de viatges A la carretera (1957).
Al Canadà, la música folklòrica conserva tot el seu abast, sobretot a les praderies occidentals, tradicionalment marcades per l'esperit rural sota la influència del camp. La història dels pioners, més recent que a l'Orient, encara és ben present a la ment de la gent. Aquests esdeveniments ara atrauen un públic molt divers. La vitalitat d'aquest gènere es pot veure en esdeveniments emblemàtics com el Winnipeg Folk Festival, que des del 1973 ha marcat la longevitat d'aquest gènere a Manitoba i ha atret un públic eclèctic d'arreu del continent.

## Europa

### Moviment folklòric a França
El moviment folk va començar a França, a París, el 1964 durant el primer Hootenanny a l' American Center, organitzat per Lionel Rocheman. Entre els que van començar o es van allotjar als Hootenannies podem recordar: Alan Stivell, Graeme Allwright, Marcel Dadi (guitarrista), Art Rosenbaum (banjoist d'antiguitat), Claude Lemesle, Steve Waring, Roger Mason, Joel Cohen, Lamine Konté, Chris, Hervé Cristiani, Chic Streetman, Jean-Jacques Milteau, Laurent Petit Zogirard, Juli Beaucarne, René Petit Zogirard, Jules Beaucarne. El Hootenanny de 1964 és el punt de partida del moviment folk a França.
A partir d'aleshores, tot anirà molt ràpid. John Wright, un jove músic anglès que acabava d'arribar a París, organitzaria amb Catherine Perrier les primeres trobades del que s'anomenarien els músics folk, primer a l'American Center i després al club folk Le Bourdon . Sorgiran altres clubs, com ara La Vieille Herbe, o La Chanterelle a Lió…
El moviment folklòric va ser en aquells anys tant un moviment musical (tota una generació va redescobrir el seu autèntic patrimoni regional) com un moviment social, i fins i tot polític a partir de l'onada de xoc del Maig del 68: la participació, la democratització dels modes d'expressió i fins i tot l'autogestió dels esdeveniments culturals situen aquest moviment en total oposició al sistema ambiental de l'espectacle . Des de mitjans dels anys seixanta, Alan Stivell, com Horslips a Irlanda, Fairport Convention i Steeleye Span a Anglaterra, va afegir elements del rock als instruments tradicionals: guitarra elèctrica, baix, bateria i sintetitzador . Molt ràpidament a la dècada del 1970, altres grups van seguir aquest plantejament. Aleshores parlem de folk rock . Grups com Machin han incorporat estructures a les seves composicions que són molt menys lineals que les de la música tradicional. Inspirats pel moviment del rock progressiu, es classifiquen com a folk-rock progressiu.
Per extensió, es qualifica com a folk la música de grups francesos que van aparèixer a la dècada del 1970 com ara Malicorne, Maluzerne, Mélusine, Tri Yann o Alan Stivell. Aleshores parlem de folk revival (es pot utilitzar el terme revivalisme, però revivalisme seria més apropiat) ; el mateix va passar en altres països europeus. El terme designa llavors la música que reprèn cançons tradicionals o utilitza instruments tradicionals (violí, gaita, viola de roda, etc.) en composicions originals, però en un estil tradicional. A la dècada del 1980, hi va haver un fort desenvolupament de la música bretona, i el terme música folklòrica arriba a designar la música d'inspiració tradicional, per exemple per als àlbums de Marie Courcelle i Cisco Herzhaft. Fins i tot avui, s'organitzen regularment balls folklòrics i fest-noz a tot França i a altres llocs; vespres o tardes on s'anima a tot el públic a ballar fins al final de la nit en un ambient festiu i càlid. Diversos titulars de premsa estan dedicats completament a la música folk i a la composició de cançons.

### Folk a Catalunya
A Catalunya hi va haver durant la segona meitat del segle XX un fort moviment de recuperació de la música tradicional catalana, liderat pel Grup de folk (actiu entre 1967 i 1969), en part seguint l'exemple del moviment de música folk a Amèrica i als països anglosaxons. Al llarg de les dècades de 1970 i 1980 els grups que recuperaven les arrels tradicionals del patrimoni musical popular català prengueren importància. Durant la dècada de 1990 el panorama musical de folk català es consolidà amb l'aparició i enfortiment no només de grups que tocaven folk en un vessant més purista sinó també bandes de rock i música moderna que adoptaven el folk com a bandera. Actualment, el circuit de concerts i festivals entorn de la música tradicional ha fet aparèixer un gran nombre de bandes de folk català.
Un dels impulsors clau d’aquest moviment fou el Grup de Folk, actiu entre 1967 i 1969. Format per joves músics com Jaume Arnella, Jordi Roura, Pau Riba, Maria del Mar Bonet i Xesco Boix, aquest col·lectiu s’inspirà en el revifament del folk nord-americà i anglosaxó dels anys 60, amb figures com Bob Dylan, Pete Seeger o Joan Baez. A través del Grup de Folk, es va voler crear una nova cançó tradicional que connectés amb el poble i que servís de mitjà d’expressió cultural i també, indirectament, de resistència política.
Després de la dissolució del grup, durant les dècades de 1970 i 1980, molts dels seus membres i altres artistes continuaren aprofundint en la recerca del patrimoni oral i musical català. Aquest esforç es concretà en la recuperació de cançons populars, danses i instruments tradicionals. Es van formar grups com Els Ministrils del Raval, La Murga, Coses, Al Tall (al País Valencià), El Pont d’Arcalís, La Portàtil FM, La Trinca (amb una orientació més humorística), i d’altres, que treballaren en la reinterpretació de la música popular, combinant respecte per la tradició amb una voluntat renovadora.
Durant la dècada de 1990, el panorama musical del folk català es consolidà. D’una banda, es van estabilitzar projectes de caràcter més purista que buscaven una fidelitat a les formes i estils antics. De l’altra, el folk es va barrejar amb altres gèneres contemporanis, com el rock, el jazz o la música electrònica, donant lloc a noves propostes més híbrides i innovadores. Bandes com Lax’n’Busto, Mesclat, Pomada o Els Pets, sense ser estrictament folk, incorporaren elements de música tradicional en la seva proposta sonora, tot contribuint a normalitzar el folklore com a font creativa dins la música popular moderna.
Amb l’arribada del segle XXI, i especialment a partir dels anys 2010, el folk català ha viscut un renaixement dins el panorama musical. L’aparició de nous festivals (com el Tradicionàrius de Barcelona, el Festival de Música Popular i Tradicional de Vilanova i la Geltrú, el Càntut a Cassà de la Selva, i molts d’altres) ha creat un circuit estable i actiu que permet a grups emergents i consolidats de tenir visibilitat. En aquest context, bandes com El Pont d’Arcalís, El Diluvi, Criatures, El Petit de Cal Eril, Joan Garriga i el Mariatxi Galàctic, i Marala Trio, entre molts altres, han donat nova vida al gènere, aportant-hi una mirada actual i en diàleg amb altres disciplines artístiques.
Així, la música tradicional catalana ha deixat de ser només un objecte de museu per esdevenir una eina viva i dinàmica d’expressió col·lectiva, que connecta generacions i territoris i que manté viu un llegat profundament arrelat a la cultura popular.
Avui dia, el circuit de folk català és vibrant, amb festivals com Tradicionàrius (38a edició de gener‑abril 2025) amb més de 40 grups i entorn de 10.000 assistents, i també apareixen propostes híbrides que barregen folk amb altres estils contemporanis.

## Grups de folk en el món
- Al Tall, País Valencià
- Carlos Núñez, Galícia
- The Chieftains, Irlanda
- The Dubliners, Irlanda
- El Pont d'Arcalís, Catalunya
- Gaelic Storm, Irlanda
- Gwendal, Bretanya
- Les Batinses, ciutat del Quebec
- Luar na Lubre, Galícia
- Nadau, Occitània
- Oskorri, Euskadi
- Planxty, Irlanda
- Quico el Cèlio, el Noi i el Mut de Ferreries, Catalunya
- The Johnstons, Anglaterra
- The Weavers, Estats Units
- Tri Yann, Irlanda
- Uc, Illes Balears
- Wolf Tones, Irlanda
- Catarres, Catalunya
- Ebri Knight, Catalunya
- Roba Estesa, Catalunya